# Izz Al-Din Al-Tamimi
Scheich  Izz al-Din al-Tamimi  (arabisch عز الدين الخطيب التميمي, DMG ʿIzz ad-Dīn al-Ḫaṭīb at-Tamīmī; * 1928 in Hebron, Palästina; † 2008) war ein sunnitischer Gelehrter.

## Leben
Er war Mitglied des jordanischen  Senats, ehemaliger Oberrichter von Jordanien, ehemaliger Minister für Stiftungen und Islamische Angelegenheiten sowie ehemaliger Großmufti des Haschemitischen Königreichs Jordanien.
Er war der Vorsitzende des Jordanian Interfaith Coexistence Research Center (JICRC).
Er war einer der 138 Unterzeichner des offenen Briefes Ein gemeinsames Wort zwischen Uns und Euch (engl. A Common Word Between Us & You), den Persönlichkeiten des Islam an „Führer christlicher Kirchen überall“ (engl. "Leaders of Christian Churches, everywhere …") sandten (13. Oktober 2007).

## Werke (Auswahl)
- Al-Tamimi, Izziddeen Al-Khateeb: Islam and Contemporary Issues. Ministry of Culture, Amman 2003